# (1499) Pori
(1499) Pori es un asteroide que forma parte del cinturón de asteroides y fue descubierto por Yrjö Väisälä el 16 de octubre de 1938 desde el observatorio de Iso-Heikkilä, Finlandia.

## Designación y nombre
Pori fue designado al principio como 1938 UF.
Posteriormente se nombró por la portuaria ciudad finesa de Pori.

## Características orbitales
Pori está situado a una distancia media del Sol de 2,671 ua, pudiendo acercarse hasta 2,176 ua. Tiene una excentricidad de 0,1855 y una inclinación orbital de 12,18°. Emplea en completar una órbita alrededor del Sol 1595 días.